# Mykolas Sluckis

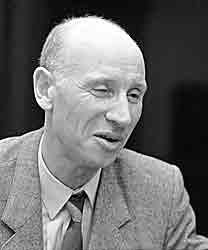
Mykolas Sluckis (1987)

Mykolas Sluckis (* 20. Oktober 1928 in Panevėžys, Litauen; † 25. Februar 2013 in Vilnius) war ein litauischer Schriftsteller.

## Leben
Mykolas Sluckis war jüdischer Abstammung. Während des Deutsch-Sowjetischen Krieges lebte er mit seinen Eltern in einem Zeltlager in Palanga, wovon er später in die Sowjetunion evakuiert wurde. Er wuchs in einem Kinderheim auf. Sein Studium der Russischen Philologie schloss er 1951 ab. Bereits während dieser Zeit war er von 1950 bis 1951 Mitarbeiter der Zeitschrift Žvaigždutė. Dem Litauischen Schriftstellerverband trat er 1949 bei. Von 1952 bis 1954 beriet er LRS prozos und von 1954 bis 1959 war er Sekretär des Verwaltungsrates.
Obwohl er bereits 1950 als Schriftsteller debütierte, widmete sich Sluckis erst ab 1959 vollständig der Schriftstellerei. Er schrieb über 20 Romane, hauptsächlich für Kinder, vereinzelt auch für Erwachsene, die in über 15 Sprachen übersetzt wurden. Mehrere Bücher, darunter Mein Hafen ist unruhig, Wenn der Tag sich neigt und Die Himmelsleiter, erschienen im ostdeutschen Aufbau Verlag. Der Roman Die Himmelsleiter wurde 1966 von Raimondas Vabalas verfilmt.

## Werk (Auswahl)
- Apšviestas langas (1949)
- Būsimasis kapitonas: apsakymai (1950)
- Adomėlis sargybinis: apsakymai (1953)
- Kaip sudužo saulė: vaikystės dienų novelės (1957)
  - Wie die Sonne zerbrach : Kindheitsnovellen, Aufbau Verlag (1967)
- Milžinai nenorėjo karaliais būti (1958)
  - Neringa und Naglis oder das Märchen von den Riesen, die nicht König werden wollten, Aufbau Verlag (1971)
- Sunkiausias menas: literatūrinės pastabos (1960)
- Geriau mums nesusitikti: novelės (1961)
- Ko seneliai juokiasi (1961)
- Ačiū šelmiui akmenėliui: pasakos (1963)
- Išdaigos ir likimai: apsakymai (1964)
- Stebuklingoji rašalinė: apysaka apie nepaprastus Pagrandėlio ir Liepiniuko žygius bei apmąstymus (1965)
- Ugnelis, septynių nugalėtojas (1965)
- Žingsniai: novelių rinktinė (1965)
- Aš vėl matau vėliavą: rinktiniai apsakymai vaikams (1966)
- Kaip broliai ėjo vėjui tarnauti (1966)
- Geležinnagė: pasaka (1968)
- Skrido bitė vakarienės: pasakos (1969)
- Laiptai į dangų: romanas (1970)
  - Die Himmelsleiter, Aufbau Verlag (1966)
- Merginų sekmadienis: apsakymai ir apysakos (1971)
- Laiškanešys neturi mirti: apysaka-pasaka (1973)
- Adomo obuolys: romanas (1973)
- Uostas mano – neramus: romanas (1974)
  - Mein Hafen ist unruhig, Aufbau Verlag (1980)
- Ar tavo šuo nepasiutęs: 2-jų dalių pjesė su prologu ir epilogu (1974)
- Svetimos aistros: apysaka (1975)
  - Fremde Leidenschaften, Aufbau Verlag (1973)
- Saulė vakarop: romanas (1976)
  - Wenn der Tag sich neigt, Aufbau Verlag (1979)
- Gandro batai: pasakos (1978)
- Kelionė į kalnus ir atgal: romanas (1981)
- Geri namai: romanas (1986)
- Medžliepis: romanas (1986)
- Gražuolės sugrįžimas: apysakos ir apsakymai (1998)
- Išsipildymas ne pagal Joaną: romanas ir šešios novelės (2003)
- Su skrybėle Kurfiurstendame: apsakymai (2004)
- Mėnulio šypsenos: pasakos (2005)